# Marie-Louisa Drouode
Marie-Louisa Drouode (* 30. Dezember 2005 in Sainte Rose, Guadeloupe) ist eine französische Radsportlerin, die vornehmlich Rennen in den Kurzzeitdisziplinen auf der Bahn bestreitet.

## Sportlicher Werdegang
2016 begann Marie-Louisa Drouode mit dem Radsport. 2022 wurde sie Juniorenmeisterin von Guadeloupe im Einzelzeitfahren und im August des Jahres zweifache nationale Junioren-Vizemeisterin auf der Bahn in 500-Meter-Zeitfahren und in Keirin.
2023 verließ Droude Guadeloupe und zog nach Bourges, wo sie im Sportleistungszentrum Creps Centre-Val de Loire trainiert. Bei den Junioren-Europameisterschaften gewann sie jeweils die Silbermedaille in Sprint, Keirin und Zeitfahren. Sie startete bei den Junioren-Weltmeisterschaften und belegte zwei fünfte und einen sechsten Platz.
2024 wurde Drouode für die Bahneuropameisterschaften im niederländischen Apeldoorn als Ersatzfahrerin für den Teamsprint nominiert, aber nicht eingesetzt. Im selben Jahr startete sie bei den drei Läufen des Nations’ Cup, ohne sich jedoch auf einem vorderen Rang platzieren zu können. Im Sommer des Jahres startete sie bei der Tour de la Guadeloupe féminin und belegte Platz 16 in der Gesamtwertung.
Im Januar qualifizierte sich Drouode erstmals bei französischen Elite-Meisterschaften für ein Finalrennen und wurde französische Meisterin im Sprint, anschließend ebenfalls im Keirin. Im Zeitfahren wurde sie Dritte.

## Erfolge
2023
- Junioren-Europameisterschaft – Sprint, Keirin, 500-Meter-Zeitfahren

2025
- Französische Meisterin – Sprint, Keirin

2025
- U23-Europameisterschaft – Keirin